# Arthur Meyer
Pour les articles homonymes, voir Meyer.
Arthur Meyer, né le 16 juin 1844 au Havre et mort le 2 février 1924 à Paris 9e, est un patron de presse et un écrivain français.

## Biographie
Arthur Meyer fut le directeur du Gaulois, prestigieux quotidien conservateur et mondain, qui fut, en 1929, absorbé par Le Figaro, alors dirigé par François Coty. 
Personnage hors normes, incontournable, au carrefour de la vie mondaine, de la presse et de la politique sous la IIIe République, ce petit-fils de rabbin, fils d'un colporteur alsacien, devint royaliste, antidreyfusard et catholique.
Étudiant en droit après son baccalauréat, il devient clerc d'avoué puis secrétaire de Blanche d'Antigny, au domicile de laquelle il rencontre la grande bourgeoisie parisienne. Moïse Polydore Millaud lui demande, avec son fils Albert, de développer la distribution du Petit Journal. Ils lancent La Nouvelle Revue de Paris en 1864, qui ne vit qu'un an.
En 1868, son ami Edmond Tarbé des Sablons, fondateur du Gaulois, lui confie la chronique mondaine. Mais dès octobre, Meyer signe au Soir, titre concurrent. Après la Guerre franco-allemande de 1870, Meyer, conservateur et monarchiste, prend la direction de Paris-Journal. 
Il spécule en Bourse et réussit à amasser une fortune qui lui permet d'acheter Le Gaulois.
En 1881, Meyer a l’idée de présenter les personnalités qui « font la une » de l'actualité, caricaturées par Alfred Grévin sous forme de mannequins de cire, ce qui permet aux visiteurs, à une époque où la photographie n'est pas encore en usage dans la presse, de mettre un visage sur les noms de l'actualité. C'est le début du musée Grévin, qui ouvre ses portes le 5 juin 1882 avec les mannequins du président Jules Grévy de Léon Gambetta, de Sarah Bernhardt, et rencontre aussitôt le succès. 
Quelques jours plus tard, Meyer, qui a embauché deux ans plus tôt Octave Mirbeau comme secrétaire, fait fusionner Paris-Journal avec Le Gaulois, racheté en 1879 à son fondateur et Henry de Pène, et devient directeur-gérant de ce dernier et en fait le grand quotidien mondain de la noblesse et de la grande bourgeoisie. 
En 1883, Le Gaulois du dimanche est lancé sur papier glacé, avec une large place à la photographie, des plumes telles Anna de Noailles, Gyp puis Colette, des publicités signées par Sem et Paul Iribe.
Le 25 avril 1886, dans le parc de l'ancien hôtel du baron Hirsch, il se battit en duel à l'épée avec Édouard Drumont, nouveau directeur du Monde, qui l'avait insulté pour ses origines dans La France juive. Durant le duel, Arthur Meyer saisit l'épée de Drumont de la main gauche, ce qui était formellement interdit, et, en même temps, le blessa aux jambes. Drumont, tandis qu'on le soignait, hurlait : « Au Ghetto, sales juifs, vous êtes des assassins… c'est vous qui avez choisi cette maison ayant appartenu à Hirsch ». Meyer fut condamné à 200 francs d'amende, selon le jugement, « attendu qu'il est impossible de déterminer si la blessure et la mainmise sur l'épée du plaignant ont été simultanés ».
Bien que d'origine juive, Arthur Meyer soutient la culpabilité du capitaine Dreyfus.
En 1888, il soutient le général Boulanger et complote avec la duchesse d'Uzès pour le retour de la monarchie en France. À cette époque, il touche 72 000 francs et son journal 189 000 francs de la compagnie du canal de Panama. Le 8 octobre 1889, après l'échec boulangiste aux élections de 1889, il annonce retirer son soutien au boulangisme et estime que Boulanger est fini
En février 1890, il joua un rôle, avec Honoré Charles d'Albert, duc de Luynes (1868-1924), gendre de la duchesse d'Uzès, dans la tentative avortée d'accomplir son service militaire en France, du jeune « duc » Philippe d'Orléans, alors exilé, à l'insu de son père, aventure qui vaudra au futur prétendant orléaniste au trône de France le sobriquet de « Prince Gamelle »…
Titre élitiste, Le Gaulois a un tirage relativement faible, entre 20 et 30 000 exemplaires, mais une influence réelle. De juin 1897 à août 1914, Le Gaulois du dimanche est le supplément littéraire hebdomadaire du quotidien et propose de nombreux feuilletons (c'est dans Le Gaulois du dimanche que paraît ainsi Locus Solus de Raymond Roussel). C'est le premier quotidien à avoir une chronique sur le cinéma, en mars 1916.

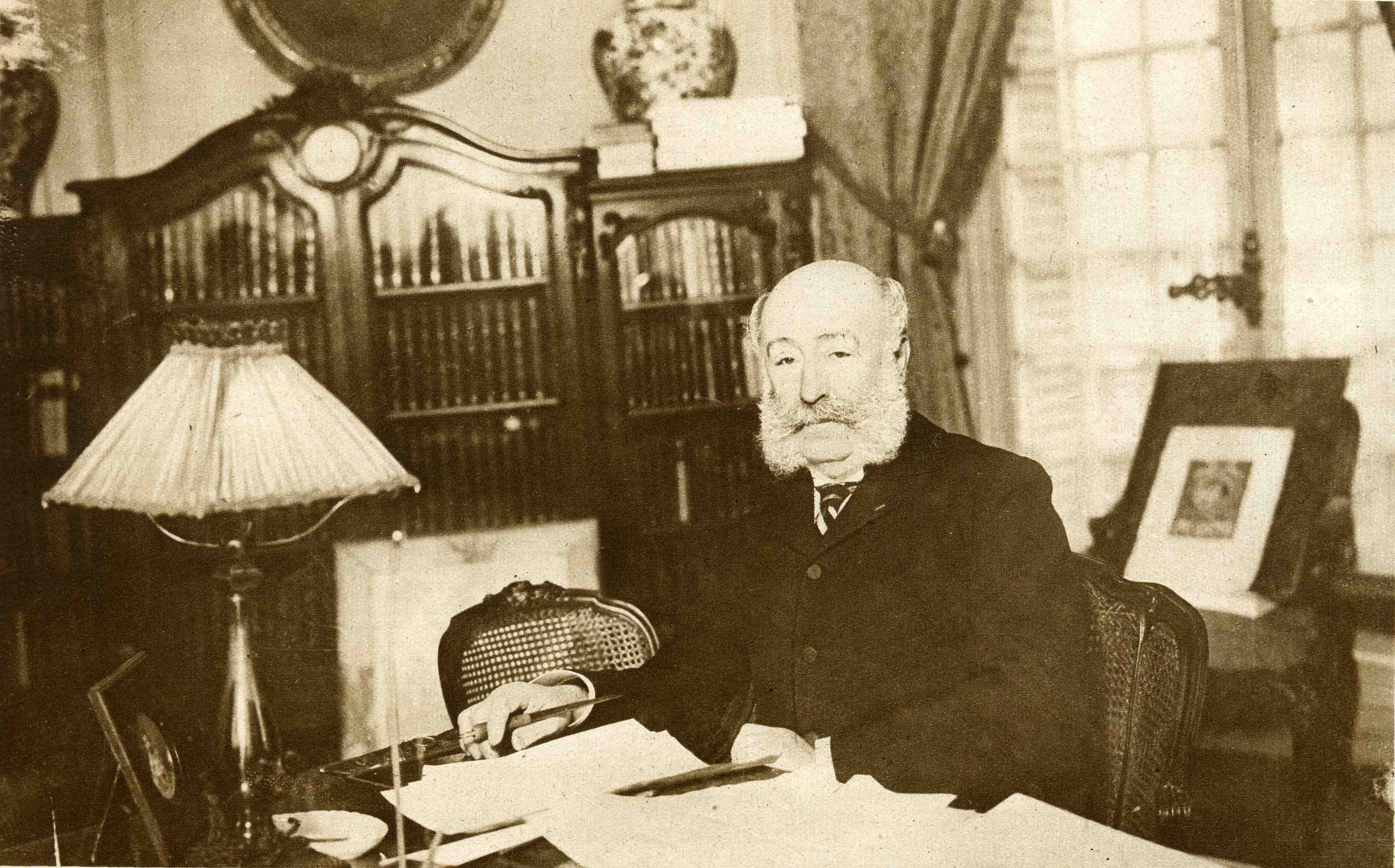
Arthur Meyer dans son cabinet de travail en 1914.

En 1901, en réaction à ce qu'il appelle "l'ignoble anticléricalisme", il se convertit au catholicisme, ayant la duchesse d'Uzès pour marraine, sans cesser pour autant d'être la cible de l'Action française. Il se marie en 1906 à Marguerite de Turenne d'Aynac (descendante du général Henri-Amédée-Mercure de Turenne et petite-fille du 8e duc de Fitz-James), de 37 ans sa cadette, ce qui fait scandale à cause de la grande différence d'âge entre les deux époux.
Meyer fit ses débuts comme auteur dramatique avec Ce qu'il faut taire, une pièce qui est représentée au théâtre des Bouffes-Parisiens en 1914. Selon Lucien Corpechot, Arthur Meyer n'était pas doué pour l'écriture et recourait à des plumes, notamment à Robert Mitchell, pour écrire les articles de presse qu'il signait de son nom et n'a fait que dicter ses livres Ce que mes yeux ont vu et Ce que je puis dire.
En février 1917, il assiste aux obsèques de son vieil ennemi, Édouard Drumont, se déroulant à Saint-Ferdinand des Ternes et fait servir à sa veuve une rente.
Cherchant à singulariser sa collection de livres pour les différencier de ceux des autres bibliophiles, il commanda aux artistes de son temps des dessins et peintures à la dimension de ses ouvrages ; c'est ainsi qu'en décembre 1908, il demanda à Claude Monet, par l'intermédiaire du marchand d'art Durand-Ruel, deux petites peintures destinées à orner les plats de la reliure de son exemplaire de l'édition originale de La Terre de Zola : l'une, intitulée Meule, soleil couchant (huile sur vélin exécutée à Giverny en 1909), passa à sa vente après décès à Drouot en 1924, fut conservée un temps au musée d'Art moderne de Lucerne, repassa en vente à Paris en 1959… puis à nouveau en mars 1995.
Arthur Meyer meurt le 2 février 1924 à Paris et est inhumé au cimetière du Père-Lachaise (93e division).

## Publications
- Soyons pratiques, recueil d'articles, 1888 — sur Gallica.
- Ce que mes yeux ont vu, préfacé par Émile Faguet, Paris, Plon & Nourrit, 1911. sur Gallica
- Ce que je peux dire : La dame aux violettes, Salons d'hier et d'aujourd'hui, La comtesse de Loynes, Vers la mort, Paris, Plon & Nourrit, 1912 — sur Gallica.
- Mes livres, mes dessins, mes autographes[10], Paris, 1921 — sur Gallica.

Théâtre :
- Ce qu'il faut taire, pièce en 3 actes, Paris, Théâtre des Bouffes-Parisiens, 20 mai 1914 — sur Gallica.